# 恩城州
恩城州，中国古代的州。
北宋置，治所在今广西壮族自治区平果市北榜圩南。属邕州右江道羁縻州。辖境相当今平果县北一带。明朝弘治中废。 